# Sphaerothorax kuscheli
Sphaerothorax kuscheli is een keversoort uit de familie oprolkogeltjes (Clambidae). De wetenschappelijke naam van de soort werd in 1990 gepubliceerd door Sebastian Endrödy-Younga.